# Камінний хрест (новела)
«Камі́нний хрест» — епічно-психологічна новела українського письменника Василя Стефаника, написана 1900 року.
Оповідання присвячене прощанню селян-емігрантів із рідним краєм перед виїздом до Канади на межі XIX й XX ст., подаючись через від'їзд із батьківщини старого Івана Дідуха. Автор розкриває гнітючі переживання емігранта в момент його розриву з рідним селом і клаптиком землі, в обробіток якого він уклав усе своє життя і який мусить покинути.

## Жанрова специфіка
За жанровими ознаками «Камінний хрест» є оповіданням. Проте за аналогією до багатьох інших творів письменника його називають новелою. Сам автор назвав свій твір студією, тобто художнім дослідженням внутрішнього світу головного героя. «Камінний хрест» в такому випадку — дослідження душі українського селянина-трударя, якого соціальні обставини примушують рвати віковічний зв'язок з тим ґрунтом, на якому він виріс. Працьовитість і доброчесність героя піднесені автором понад рештою аспектів життя, а бажання залишити пам'ять по собі — поставити на горбі камінний хрест — має глибокий психологічний підтекст. Іван Дідух ставить хрест на своєму политому кривавим потом полі і ніби заживо себе ховає. Проте він хоче жити у пам'яті нащадків, хоче, щоб цей хрест в'язав його з рідним селом і тоді, коли він буде далеко на чужині, і тоді, коли його не стане в живих.
У творі порушено проблеми віковічного зв'язку з рідною землею; сумлінної праці на землі як вияву народної етики й моралі, як обов'язку, єдиного засобу і виправдання буття селянина; масового зубожіння селян, що спричинило хвилю еміграції за океан.

## Сюжет
Новела складається з семи розділів (фабула як така відсутня).
Перший розділ виконує функцію експозиції, у якій розкривається передісторія героя. Колишній наймит Іван Дідух, відслуживши 10 років у цісарському війську, повернувшись додому, застав лише розвалену хату та найгірший шмат поля на неродючому піщаному горбі, залишеному в спадщину від померлих батьків. І хоча Іван привіз із війська гроші, на які купив хорошої землі й став ґаздою (господарем), усе ж таки взявся обробляти й горба, поставивши перед собою амбітну мету: змусити цей горб родити хліб. На досягнення цієї мети Іван поклав усе своє життя. Щороку впрягався поряд з конем і вивозив туди гній, обкладав горб дерном, щоб дощі не змивали ґрунт, обробляв поле. Втратив на догляді за горбом сили, праця зігнула його в дугу, за що Івана стали називати в селі Переламаним. Він відмовляв собі у найнеобхіднішому, до церкви ходив лише на Великдень, обідав нашвидкоруч, навіть за стіл не сідаючи; вимуштрував курей, які не сміли розгрібати гній, бо кожна дрібка призначалася для горба, кожна хвилина часу віддавалася роботі. Прикметно, що Іван працює на горбі сам, а його рідні обробляють інші ниви. Виснажлива праця на неродючому горбі і велике бажання його освоїти постають як поєдинок із могутнім суперником, як двобій двох велетнів: з одного боку, це горб, «страшний велетень», що «зівав ярами та печерами під небеса»; з іншого — це виснажений трудівник, маленька людина, чия творча праця перетворює неродючий горб на квітуче поле, і тому тінь Івана на горбі у променях призахідного сонця виглядає як тінь велетня. Іван перетворює втілює свою мрію, з приводу чого каже: «Ото-с ні, небоже, зібгав у дугу! Але доки ні ноги носє, то мус родити хліб!» Захоплено звучать прикінцеві слова автора: «Отакий був Іван, дивний і з натурою, і з роботою».
У другому розділі, який слугує зав'язкою, Івана, врешті-решт піддавшись на вмовляння синів, вирішує емігрувати до Канади. Перед читачем постають картини прощання Івана з односельцями, яких усіх запросив до своєї господи перед від'їздом на чужину. Дякував людям, що прийшли попрощатися, пригощав горілкою, озивався до них добрим словом. Звернувся до кума Михайла, до куми Тимофіхи, прикрикнув на жінку, щоб поменше плакала, а більше пильнувала за гостями. Письменник уникає зайвих описів, змушуючи головного героя саморозкриватися, максимально використовує діалоги й монологи. Цим самим зосереджує увагу на описуванні душевної драми героя, якого порівнює з каменем, що його викинули хай і з важкого, проте рідного місця. Скупими штрихами автор передає тугу, яка роздирає душу героя: «Заскреготав зубами, як жорнами, погрозив жінці кулаком, як довбнею і бився в груди».
У третьому розділі Іван пояснює людям причини свого рішення виїхати, про те, як непросто воно йому далося, адже важка праця повністю виснажила його, він не має сили починати нове життя за океаном. Змушений був погодитися через майбутнє синів, для яких у рідному краї не було ніякої перспективи. Сусіди втішають Івана, наголошуючи на повній безвиході селян: «Ца земля не годна кілько народа здержіти та й кількі біді вітримати. Мужик не годен, і вона не годна…», на тому, що невдовзі й самим доведеться виїхати. Іван дякує за підтримку, але не може спокійно сприйняти таке становище, коли доводиться на старість іти світами з рідного місця, його лякає невідоме життя, яке для нього все одно, що загибель. Він привселюдно просить у своєї жінки Катерини пробачення за ті кривди, що їй завдав за час подружнього життя, як перед смертю, бо не знає, чи переживуть вони переїзд через океан, чи помруть у дорозі.
У четвертому розділі Іван звертається до односельців з проханням, щоб як надійде звістка про смерть його з дружиною, то щоб відслужили панахиду за упокій їхніх душ, на це й залишає гроші порядному Якову. Люди обіцяють виконати прохання. Хоч йому трохи соромно, він зважується сповідатись перед людьми про гріх, який ледь не вчинив напередодні. Він знову згадує горб, на якому з великими труднощами встановив кам'яного хреста як пам'ять про нього з дружиною на цій землі. Іван зізнається, що найбільше тужить саме за цим горбом, у який стільки зусиль уклав: «Я на нім вік свій спендив і окалічів-єм. Коби-м міг, та й би-м го в пазуху сховав та й взєв з собов у світ». Іван визнає, що у хвилину розпачу й неможливістю примиритися з новими випробуваннями долі він ледь не наклав на себе руки, збираючись повіситись на груші, але згадав горб, побіг до свого хреста, де змирився з рішенням таки від'їхати за океан. Усі думки Івана зосереджені коло горба: він прохає сусідів, щоб на Великдень не минали його, послали когось із молодих покропити свяченою водою хрест. Утішаючи кума, Михайло говорить, що люди завжди пам'ятатимуть його, бо «були-сте порєдний чоловік, не лізли-сте нахрапом на нікого, нікому-сте не переорали, ані пересіяли, чужого зеренця-сте не порунтали».
У п'ятому розділі зображується, як уже добре підпилий Іван припрошував людей до танців, до гульні й випивки, а потім у шум бесіди, у гамір музики й танців увірвалась пісня, яку співали Іван і Михайло. «Ідуть слова тих співанок, як жовте осіннє листя, що ним вітер гонить по замерзлій землі, а воно раз на раз зупиняється на кожнім ярочку і дрожить подертими берегами, як перед смертю». Прощальна пісня нагадує своєрідний похорон.
Шостий розділ новели кульмінаційний. Син нагадує батькові, що вже час виходити до залізничної колії, але, побачивши батьків погляд, подається назад. Іван із жінкою перевдягаються у «панський» одяг, раптова зміна звичної зовнішності персонажів, які скинувши селянський одяг, ніби відходять за межі світу, викликає моторошну реакцію людей: «…Ціла хата заридала. Як би хмара плачу, що нависла над селом, прорвалася, як би горе людське дунайську загату розірвало — такий був плач». Іван у раптовому пориві починає танцювати з жінкою останнього танцю, від якого «люди задеревіли», у якому вилив назовні весь розпач прощання навіки. Сини силоміць виносять батьків з хати, але Іван і надворі продовжує за інерцією танцювати, а Іваниха усе хапалася руками порога й розказувала, «як глибоко вона той поріг виходила».
Прикінцевий сьомий розділ слугує розв'язкою. Все село проводжає Івана на поїзд, аж огорожі при дорозі тріщали й падали. Іван, згорбившись, усе витанцьовував у нестямі, аж поки не порівнялися з горбом. Побачивши свій кам'яний хрест, Іван зупинився й сказав жінці: «Видиш, стара, наш хрестик? Там є вибито і твоє наймено. Не бійси, є і моє, і твоє».

## Стилістичні особливості
Для втілення свого задуму новеліст вдається до своєрідної сюжетно-композиційної організації тексту, оперуючи водночас поетикою експресіонізму, який виявляється у художньому дослідженні сенсу страждань, які спонукають людину до пізнання суті свого існування; в емоційній загостреності зображуваного, уривчастій, «нервовій» динамічно-експресивній фразі, напруженому драматизмі ситуації. Ліричний струмінь, який звучить у прощальних монологах героя, «живцем перенесений мужичий спосіб бесідування», «розкопки» в збентеженій, роз'ятреній сум'яттями душі людини, біль, жаль, душевні страждання визначають настрій новели. Через вужчу, конкретно-історичну проблему еміграції автор розкриває у творі й значно ширшу, вічну проблему сакрального зв'язку людини з рідною землею. Попри непосильну працю, суворий аскетичний спосіб життя, Іван був щасливим, адже почувався часткою рідної землі, її господарем, бо доглядав, оживляв її. Героїчний поєдинок селянина із значно більшою за нього силою завершується перемогою людини, яка перетворює природу, змушує родити хліб. Герой полюбив свою тяжку працю і свій горб, який перетворив на родюче поле, бо це наповнювало його існування сенсом, давало йому радість і гармонію. Виїзд на чужину розірвав у його душі цей зв'язок із навколишнім світом. Іван Дідух сприймає від'їзд як власну смерть і через це ставить по собі хрест.
Велика роль відводиться художнім деталям, які спонукають читача у своїй уяві домалювати образ, часто мають глибоко символічне значення, несуть надтекстову інформацію. Такими деталями є образи напружених Іванових жил, колючки, що загналася в Іванову п'яту, слід від коліс, кінських копит і п'ят Іванових, велетенська тінь Івана на горбі, прадавня пісня про осіннє листя, моторошний танець та ін.

###### Літературознавці про твір
Новела «Камінний хрест» — це своєрідне художнє дослідження душі головного героя Івана Дідуха, котрий прощається із сусідами у зв'язку з виїздом до Канади. Від часу повернення з війська люди пам'ятають Івана у виснажливій праці. Щороку впрягався поряд з конем і вивозив гній на свою нивку на кам'яному горбі. Обкладав горб дерном, щоб дощі не змивали ґрунт, обробляв поле. Праця зігнула його в дугу, і стали в селі прозивати Івана Переломаним.
Сповіді героя про своє життя вражаючі. Монологи, що є важливим засобом його індивідуалізації, обертаються насамперед навколо образу горба, на якому Іван Дідух установив на пам'ять селу камінний хрест із вибитими іменами — своїм і дружини. Образ хреста символізує страдницьку долю селянина, який усе своє життя гірко працював і однаково змушений покидати свою нивку, бо вона не спроможна його прогодувати.
Змальовуючи історію життя сільського бідняка Івана Дідуха, котрий, як підсумок усіх своїх надлюдських зусиль, був безземельним, прозаїк розмірковує над тими моральними чинниками, що творять духовну сутність людини, і передусім — над проблемою зв'язку з рідною землею.
Творці експресіоністичного стилю відродили давню істину, що «не можна навіть зірвати квітку, щоб при цьому не тривожити зорі», що весь космос є нерозривною цілістю. Саме про це йдеться насамперед у новелі. Так само, як кинутий у ставок камінь тривожить усе середовище, так Іван з конем і возом при праці «лишали за собою сліди коліс, копит і широчезних п'ят Іванових», зрушуючи довкілля, бо «продорожнє зілля і бадилля гайдалося, вихолітувалося на всі боки за возом і скидало росу на ті сліди». Важливо ще й те, що колеса, кінські копита й п'яти Івана творять єдність своїм експресивним рухом, залишаючи сліди.
Дідух і його родина відчувають майбутню кризу-муку безуспішної боротьби всіх емігрантів за збереження своєї духовної ідентичності. Це передчуття викликає страшний біль. Автор матеріалізує його в такому образі: «Ціла хата заридала, як би хмара плачу, що нависла над селом, пірвалася». Тут хата Дідухів втрачає властивості реального об'єкта й перетворюється на знак душевного стану родини.
(В. Пахаренко Новела «Камінний хрест» // Авраменко О. М., Пахаренко В. І. Українська література: Підручник для 10 класу. — К., 2010)

## Історія написання
Твір написано під враженнями письменника від масової еміграції галицького селянства за океан. Стефаник, навчаючись тоді в Кракові, був свідком поневірянь земляків при пересадках з одного поїзда на інший. Причини, що призвели до масового переселення, — це пошуки кращої долі доведених до відчаю селян, які, незважаючи на важку працю, втратили у своїй країні будь-яку надію на гідне життя. Протягом 1890—1910 років з Галичини виїхало понад 300 тисяч українців, лише з рідного письменникові Русова на чужину подалося до 500 душ.
Прототипом головного героя був односелець письменника Стефан Дідух (у творі — Іван), який емігрував з родиною до Канади. У листі до онука Стефана Дідуха М. Гавінчуку, від 11 лютого 1935 р. В. Стефаник так згадував його діда, що був близьким товаришем батька письменника, Семена Стефаника:
|  | Він був дуже розумний і спокійний, та інтересувався громадськими справами, та перший заклав читальню в Русові… Зі своїми дітьми і внуками він і багато інших покинули рідну землю… Зараз по їх від’їзді я написав оповідання «Камінний хрест», де є дослівні думки Вашого небіжчика діда в майже дослівнім наведенню. Це, так сказати, мій довг, сплачений вашому дідові в українській літературі, він же, ваш дідусь, мав в моїй молодості великий вплив. |

В основу новели покладено реальний факт: перед тим як покинути рідний край, Стефан Дідух ставить на своїй ниві кам'яний хрест (який і донині стоїть у Русові). Але передусім це яскравий образ-тип, що втілював у собі душевні драми й долю багатьох добровільних вигнанців з рідного краю.

## Значення і вплив новели
Новела «Камінний хрест» є великим за психологічним проникненням і душевною силою твором української літератури, одним з перших, присвячених поневірянням українців-емігрантів.
Твір мав значний вплив на українських літераторів і громадськість початку XX століття. Так, письменниця Ольга Кобилянська писала авторові:
|  | Між слова Ваші там… тиснулись великі сльози, мов перли. Страшно сильно пишете Ви… Гірка, пориваюча, закривавлена поезія Ваша… котру не можна забути… Плакала-м, тай вже. |

Дуже популярним оповідання лишається серед колишніх емігрантів із Західної України у Канаді та США. Нове (гірке) значення новела набуває з посиленням («4-ю хвилею») української еміграції, починаючи з 1990-х років.
«Камінний Хрест» В. Стефаника традиційно входить до шкільних програм з вивчення української літератури.
У 1968 році режисером Леонідом Осикою за мотивами новели створено однойменний фільм «Камінний хрест», який увійшов у скарбницю найвизначніших українських кіношедеврів.